# Dorcus taurus
Espèce
Synonymes
- Serrognathus taurus (Fabricius, 1801)[1]
- Lucanus inermis Fabricius, 1801[1]
- Lucanus taurus Fabricius, 1801[1]

Dorcus taurus est une espèce d'insectes coléoptères d'Insulinde appartenant à la famille des Lucanidae (cerfs-volants) ; elle a été décrite par Johan Christian Fabricius en 1801.

## Description
Les mâles de D. taurus atteignent entre 50 et 60 mm de long environ et les femelles entre 40 et 45 mm environ. Chez les mâles, la tête est grosse avec de grandes pinces. La tête et le pronotum sont brun foncé, les élytres plus claires.

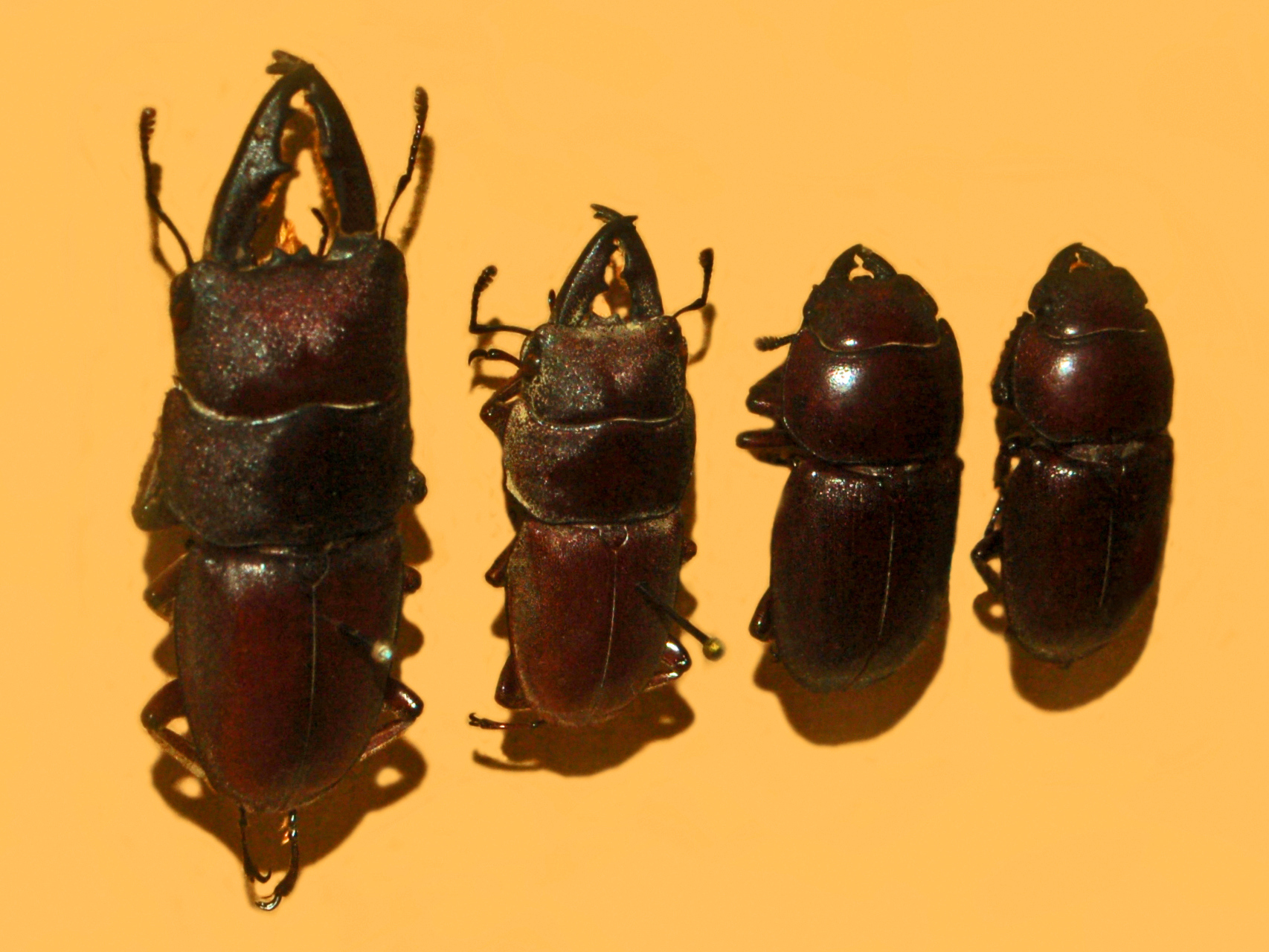
Dorcus taurus taurus de Sumatra, mâles et femelles.

## Distribution
Dorcus taurus se trouve aux Philippines, en Indonésie et en Malaisie.

## Sous-espèces
Les espèces et sous-espèces du genre Serrognathus ont été récemment reclassées et fusionnées dans le genre Dorcus comme suit,, :
- Dorcus taurus borneensis Hughes Bomans, 1993 - Bornéo
- Dorcus taurus cribriceps (Chevrolat, 1841) - Luzón, Negros, Mindoro et Mindanao
- Dorcus taurus gypaetus ( Laporte de Castelnau, 1840) - Java
- Dorcus taurus jampeanus (Mizunuma dans Mizunuma et Shinji Nagai, 1994) - Sulawesi
- Dorcus taurus moinieri (Lacroix, 1983)
- Dorcus taurus taurus (Fabricius, 1801) - Sumatra et péninsule malaise